# Vidua nigeriae
La viuda nigeriana (Vidua regia) en una especie ave paseriforme perteneciente a la familia Viduidae. Durante mucho tiempo se la consideró subespecie de la Vidua funerea. Es un parásito del Ortygospiza atricollis. Es una especie no amenazada según la IUCN.

## Hábitat y localización
Viven en África, concretamente en Nigeria y Camerún, y en menor medida en Gambia, Malí y Sudán. Suele vivir en zonas aisladas, como en terrenos inundables de ríos.

## Fisionomía y alimentación
Los machos adultos poseen un plumaje de color negro verdoso, y las hembras se asemejan a los gorriónes debido al color marrón de su plumaje y cuerpo con matizes blancos. Se alimenta de semillas y grano.